# 深い谷の間に
『深い谷の間に』（The Gorge）は、スコット・デリクソン監督、ザック・ディーン脚本による2025年のアメリカ合衆国のSFロマンチックアクション映画。マイルズ・テラー、アニャ・テイラー＝ジョイ、シガニー・ウィーバーが出演し、2025年2月14日にApple TV+で公開された。

## キャスト
| 役名           | 俳優                     | 日本語吹替 |
| -------------- | ------------------------ | ---------- |
| リーヴァイ     | マイルズ・テラー         | 細谷佳正   |
| ドラサ         | アニャ・テイラー＝ジョイ | 清水理沙   |
| バーソロミュー | シガニー・ウィーバー     | 幸田直子   |
| JD             | ショペ・ディリス         | 杉村憲司   |
| エリカス       | ウィリアム・ヒューストン |            |

## 製作
ザック・ディーンは本作のスペック・スクリプトを執筆し、後に2020年に最も好評だった未制作の脚本のブラックリストに選ばれた。2022年3月、スコット・デリクソンがスカイダンス・メディアと共に本作の監督とプロデューサーを務めることが決まった 。8月、マイルズ・テラーが主演にキャスティングされ、エグゼクティブ・プロデューサーも務めることになった。10月、アニャ・テイラー＝ジョイがキャストに加わり、Appleオリジナル・フィルムズが契約した。シガニー・ウィーバーが2023年3月にキャストに加わった。
撮影は2023年3月にロンドンで始まり、ワーナー・ブラザース・スタジオ・リーブスデンで制作が行われ、塔の内部はステージ上に建設された。ノルウェーのラウマ川が森と渓谷の外観のロケ地になった。

## 公開
『深い谷の間に』は、2025年2月13日にロサンゼルスのザ・グローブにあるAMCシアターズで世界初公開され、出演者とスタッフが出席した。その後、2025年2月14日にApple TV+で独占配信された。本作はApple TV+史上最大の映画公開となり、ジョージ・クルーニーとブラッド・ピット主演の『ウルフズ』を上回った。